# Liste der Biografien/Dos
Liste der Biografien |
Portal Biografien |
Personensuche
# |
A |
B |
C |
D |
E |
F |
G |
H |
I |
J |
K |
L |
M |
N |
O |
P |
Q |
R |
S |
T |
U |
V |
W |
X |
Y |
Z |
?
 
Da |
Db |
Dc |
Dd |
De |
Dg |
Dh |
Di |
Dj |
Dk |
Dl |
Dm |
Dn |
Do |
Dq |
Dr |
Ds |
Du |
Dv |
Dw |
Dy |
Dz
 
Doa |
Dob |
Doc |
Dod |
Doe |
Dof |
Dog |
Doh |
Doi |
Doj |
Dok |
Dol |
Dom |
Don |
Doo |
Dop |
Doq |
Dor |
Dos |
Dot |
Dou |
Dov |
Dow |
Dox |
Doy |
Doz
Die Liste der Biografien führt alle Personen auf, die in der deutschsprachigen Wikipedia einen Artikel haben. Dieses ist eine Teilliste mit 246 Einträgen von Personen, deren Namen mit den Buchstaben „Dos“ beginnt.

## Dos
- dos Anjos, Hélio (* 1958), brasilianischer Fußballtorhüter und -trainer
- Dos Passos, John (1896–1970), amerikanischer SchriftstellerJohn Dos Passos (1896–1970)

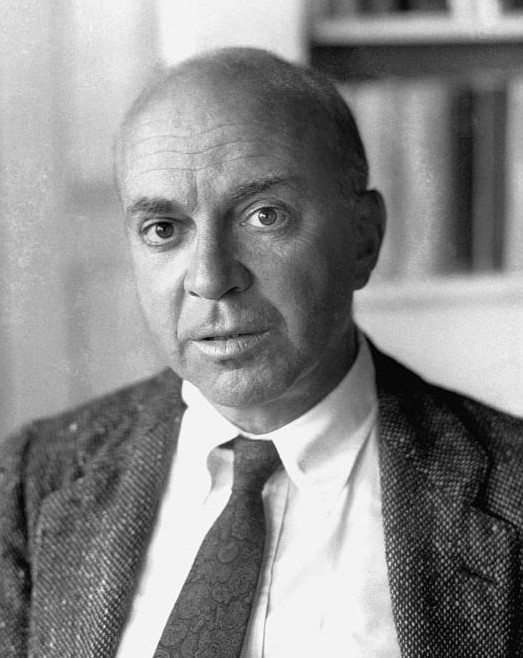
John Dos Passos (1896–1970)

- Dos Reis, Custodio (1922–1959), französischer Radrennfahrer
- dos Santos Fernandes, Robson (* 1991), brasilianischer Fußballspieler
- dos Santos Pinto, Mirtes (1934–2020), brasilianische bildende Künstlerin
- dos Santos, Anderson (* 1985), brasilianischer Fußballspieler
- Dos Santos, Benedict (* 1998), deutscher Fußballspieler
- dos Santos, Carlos (* 1980), brasilianischer Mittel- und Langstreckenläufer
- dos Santos, Dabney (* 1996), niederländischer Fußballspieler
- dos Santos, Jandson (* 1986), brasilianischer Fußballspieler
- Dos Santos, Jerson (* 1983), mosambikanischer Fußballschiedsrichterassistent
- dos Santos, Jonathan (* 1990), mexikanischer Fußballspieler
- dos Santos, Julia (* 1996), Schweizer Unihockeyspielerin
- Dos Santos, Laurent (* 1993), französischer Fußballspieler
- Dos Santos, Rodrigo (* 1993), uruguayischer Fußballspieler
- dos Santos, Thiago de Jesús (* 1992), brasilianischer Fußballspieler
- dos Santos, Yago (* 1999), brasilianischer BasketballspielerYago dos Santos (* 1999)

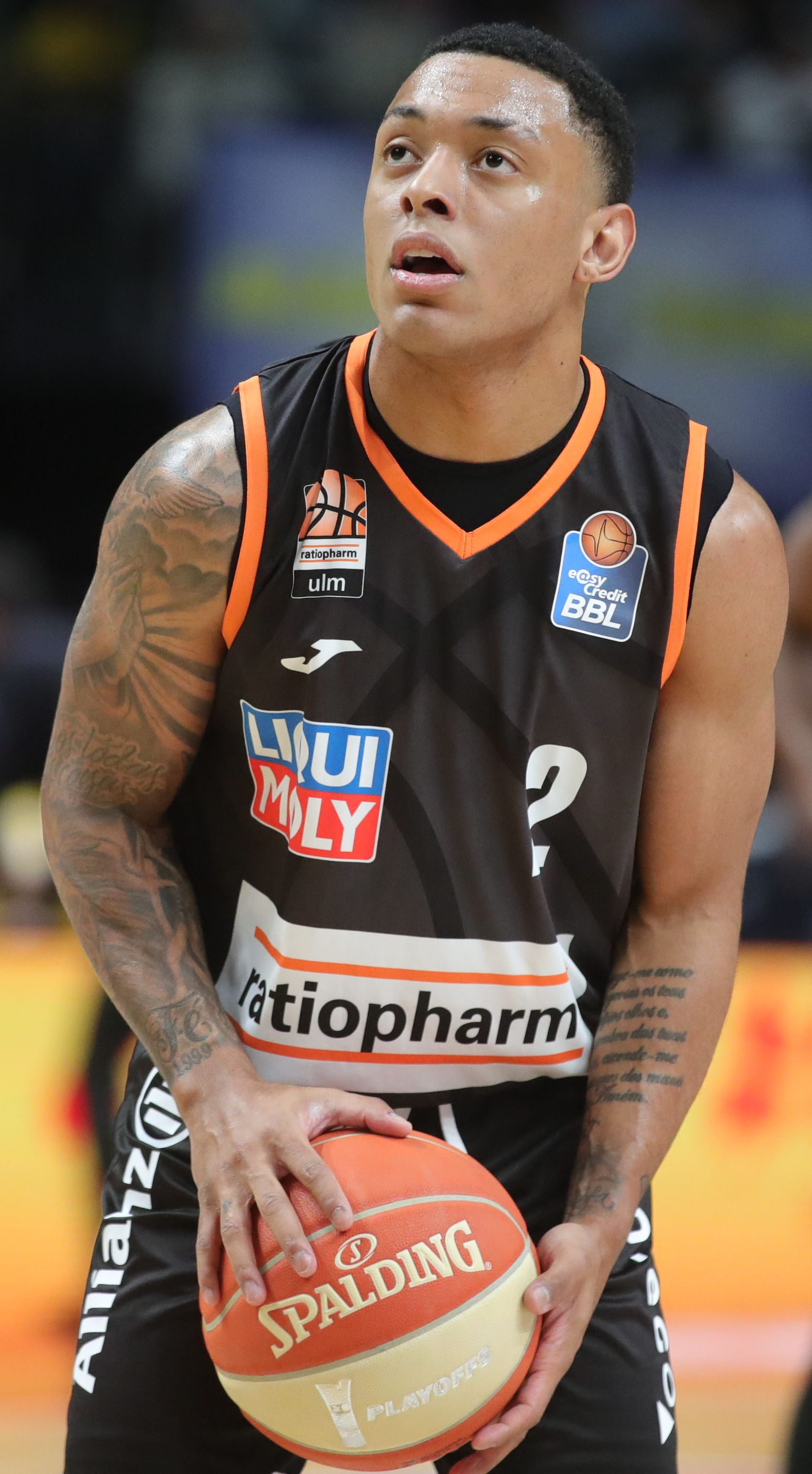
Yago dos Santos (* 1999)

- Dos-Reis, Dominik (* 1993), österreichisch-französischer Schauspieler

### Dosa
- Dosa ben Archinos, jüdischer Gelehrter
- Dosa, Sara, US-amerikanische Filmproduzentin und Regisseurin
- Dósai, István (1926–1991), ungarischer Medienmanager, Generaldirektor der ungarischen Filmhandelsgesellschaft Hungarofilm und Direktor des Collegium Hungarikum in Rom
- Dosal, Juan (* 1942), mexikanischer Fußballspieler
- Dosamantes, Francisco (1911–1986), mexikanischer Künstler
- Dosanjh, Ujjal (* 1947), indisch-kanadischer Rechtsanwalt und Politiker
- Dosari, Abdullah al- (* 1969), saudi-arabischer Fußballspieler
- Dosari, Ahmed Fayez al (* 1985), saudi-arabischer Leichtathlet
- Dosari, Faraj al (* 1984), saudischer Sprinter
- Dosari, Khamis al- (1973–2020), saudi-arabischer Fußballspieler
- Dosari, Muhaisen al- (* 1966), saudi-arabischer Fußballspieler
- Dosari, Rashid al- (* 1980), bahrainischer Fußballspieler
- Dosari, Rashid Shafi al (* 1981), katarischer Diskuswerfer

### Dosc
- Doscalov, Vadim (* 1999), moldauischer Leichtathlet
- Dosch, Dominique (* 1995), Schweizer Schriftstellerin
- Dosch, Hans Günter (* 1936), deutscher Physiker
- Dosch, Helmut (* 1955), deutscher Physiker
- Dosch, Jörn (* 1967), deutscher Politologe
- Dosch, Lætitia (* 1980), französische Schauspielerin, Filmregisseurin und DrehbuchautorinLætitia Dosch (* 1980)

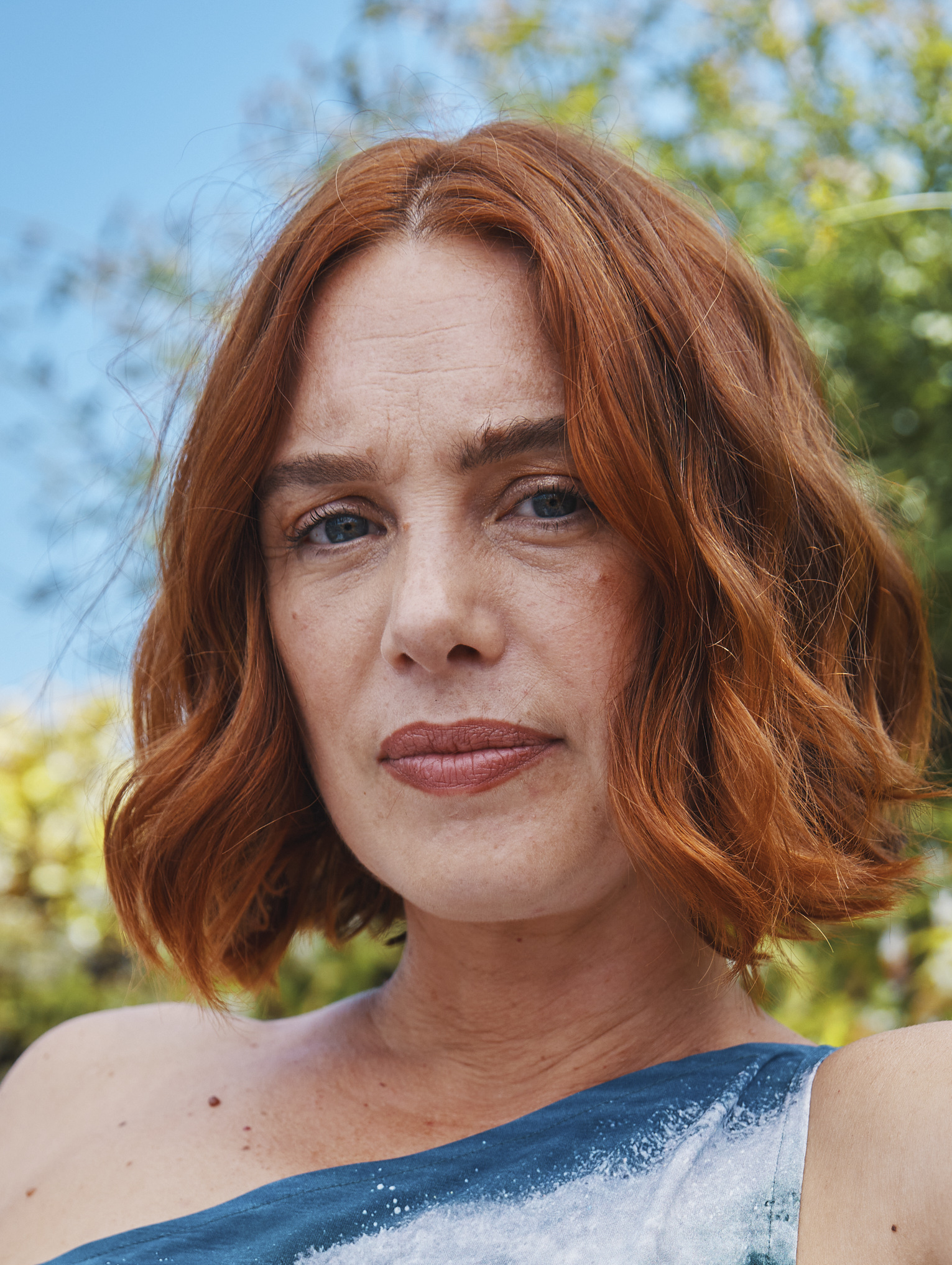
Lætitia Dosch (* 1980)

- Dosch, Leza (* 1953), Schweizer Kunst- und Architekturhistoriker
- Dosch, Wolfgang, österreichischer Sänger, Schauspieler, Regisseur und Hochschullehrer
- Döscher, Hans-Jürgen (* 1943), deutscher Historiker
- Döscher, Helmut (1890–1973), deutscher Ministerialbeamter
- Döscher, Karl (1913–1950), deutscher SS-Obersturmführer und Judenreferent im SD-Hauptamt
- Döscher, Martin (1935–2019), deutscher Politiker (CDU), MdL
- Doschka, Roland (* 1941), deutscher Romanist, Autor, Herausgeber, Ausstellungskurator und Gartengestalter
- Doschkowa, Ralina (* 1995), bulgarische Volleyballspielerin
- Döschner, Christian (* 1936), deutscher Ingenieur und Professor für Regelungstechnik / Automatisierungstechnik
- Döschner, Fritz (1935–2025), deutscher Fußballspieler
- Döschner, Jürgen (* 1957), deutscher Journalist
- Döschner, Matthias (* 1958), deutscher Fußballspieler

### Dose
- Dosé, André (* 1957), Schweizer Manager
- Dose, Annemarie (1928–2016), deutsche Philanthropin
- Dose, Bernhard (1884–1965), Maschinenbauer und Seemaschinist, der sich mit Mathematik befasste
- Dose, Cay († 1768), deutscher Architekt
- Dose, Ferdinand Theodor (1818–1851), deutscher Genre- und Porträtmaler
- Dose, Gerd (1942–2010), deutscher Anglist
- Dose, Hans-Georg (* 1931), deutscher Fußballspieler
- Dose, Hans-Joachim (* 1956), deutscher Jurist, Richter am deutschen Bundesgerichtshof
- Dose, Heinz (1901–1980), deutscher Sportfunktionär
- Dose, Jan (* 1985), deutscher SchauspielerJan Dose (* 1985)

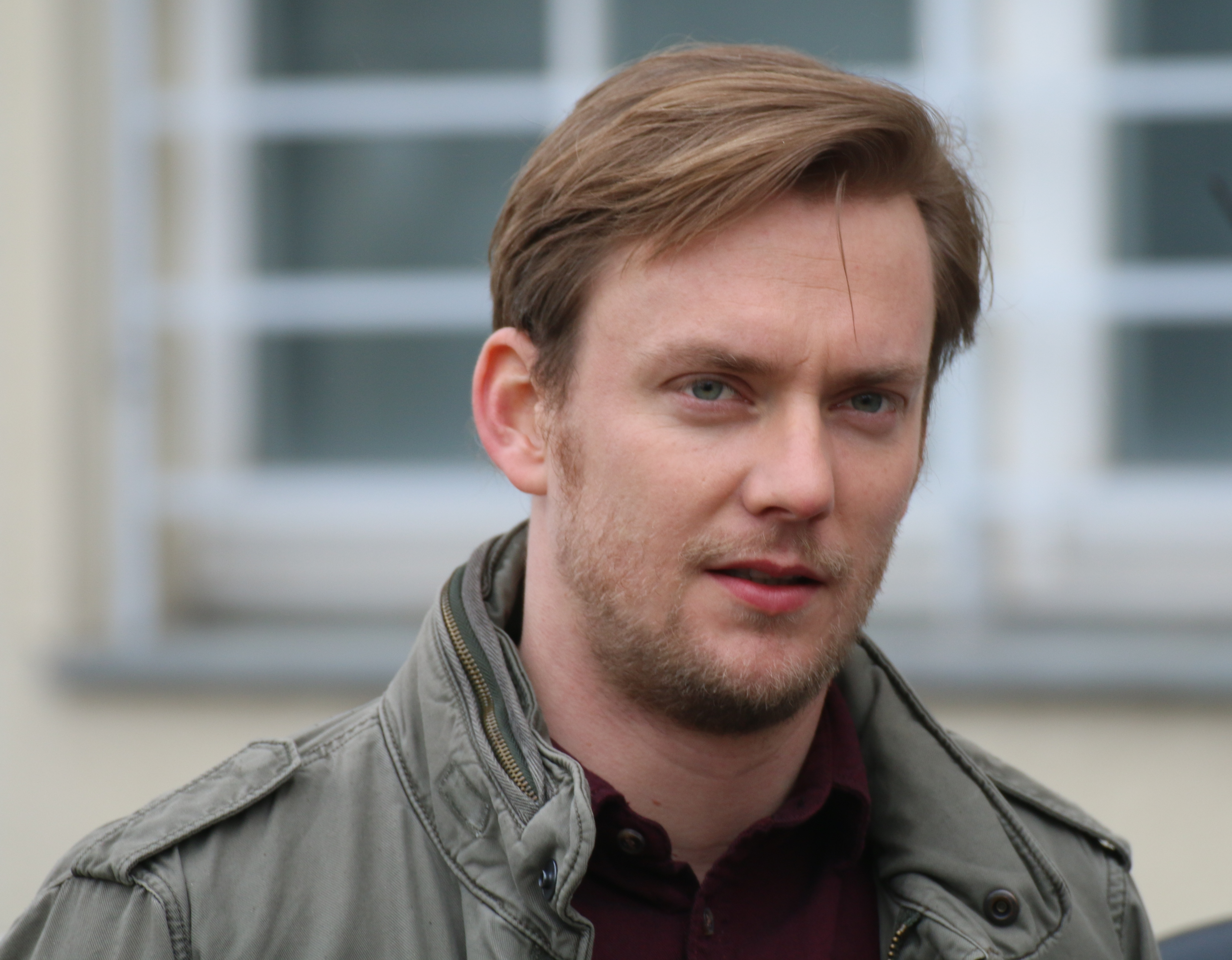
Jan Dose (* 1985)

- Dose, Johannes (1860–1933), deutscher Schriftsteller
- Dose, Michael (* 1945), deutscher Politiker (SPD), MdHB
- Dose, Nicolai (* 1958), deutscher Politologe
- Dose, Ralf (* 1950), deutscher Erziehungswissenschaftler, Historiker, freier Autor und Herausgeber
- Dose, Volker (* 1940), deutscher Physiker
- Dose, Walter (1886–1970), deutscher Konteradmiral der Kriegsmarine
- Doseděl, Sláva (* 1970), tschechischer Tennisspieler
- Dosedzal, Franz (* 1913), deutscher Fußballspieler
- Došek, Libor (* 1978), tschechischer Fußballspieler
- Došek, Lukáš (* 1978), tschechischer Fußballspieler
- Došek, Tomáš (* 1978), tschechischer Fußballspieler
- Došen, Marija (* 2008), kroatische Fußballspielerin
- Dosenbach, August (1906–1933), deutscher kommunistischer Widerstandskämpfer und NS-Opfer
- Dosenbach, Franziska (1832–1917), Schweizer Unternehmerin
- Dosenheimer, Elise (1868–1959), deutsche und später US-amerikanische Germanistin, Dozentin, Publizistin und Frauenrechtlerin
- Dosenheimer, Emil (1870–1936), deutscher Jurist
- Doseone (* 1977), US-amerikanischer Hip-Hop-Musiker
- Döser, Alfons (* 1938), deutscher Zeitungsverleger
- Döser, Ariane (1937–2015), deutsche Leichtathletin
- Doser, Barbara (* 1961), österreichische Videokünstlerin
- Doser, Eberhard (1926–2018), deutscher Maler und Grafiker
- Doser, Johann († 1746), Bildhauer
- Doser, Johann Michael (1678–1756), deutscher Künstler, Holzschnitzer und Bildhauer

### Dosh
- Doshi, Avni (* 1982), US-amerikanische Autorin
- Doshi, Balkrishna Vithaldas (1927–2023), indischer ArchitektBalkrishna Vithaldas Doshi (1927–2023)

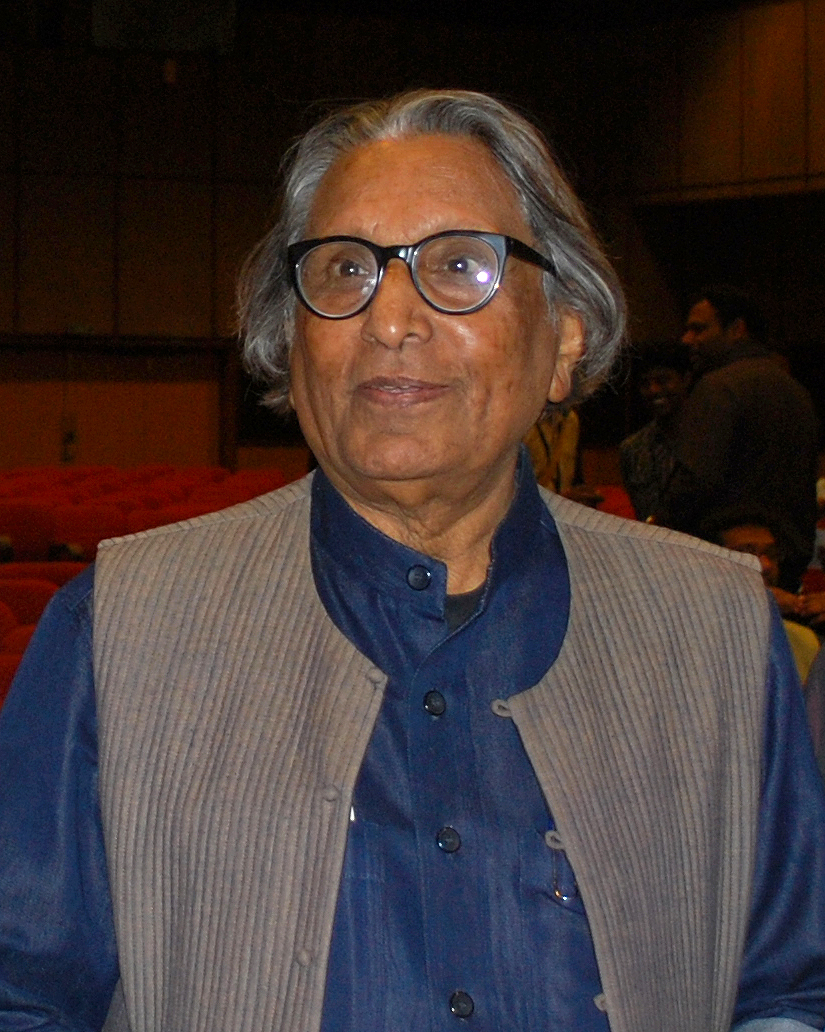
Balkrishna Vithaldas Doshi (1927–2023)

- Doshi, Dilip (1947–2025), indischer Cricketspieler
- Doshi, Nicole (* 1995), chinesische Pornodarstellerin
- Doshi-Velez, Finale, US-amerikanische Ingenieurin und Informatikerin
- Dōshō (629–700), buddhistischer Mönchsgelehrter im Japan der Asuka-Zeit
- Doshō, Sara (* 1994), japanische Ringerin und Olympiasiegerin

### Dosi
- Dosi, Panagiota (* 2001), griechische Hochspringerin
- Dosière, René (* 1941), französischer Politiker
- Dosik, Joey, US-amerikanischer Singer-Songwriter und Multiinstrumentalist
- Dosio, Giovanni Antonio (1533–1611), italienischer Architekt und Bildhauer
- Dositheos, griechischer Mathematiker und Astronom
- Dositheos, Staatsdiener der Ptolemäer, Alexanderpriester
- Dositheos, orthodoxer Patriarch von Jerusalem, Patriarch von Konstantinopel
- Dositheus von Samaria, jüdischer Gnostiker, Sektengründer

### Dosk
- Doskar, Wilhelm (1885–1967), österreichischer Politiker (ÖVP) und Bankdirektor
- Doski, Merchas (* 1999), irakischer Fußballspieler
- Doskozil, Hans Peter (* 1970), österreichischer Polizist, Burgenländischer LandespolizeidirektorHans Peter Doskozil (* 1970)

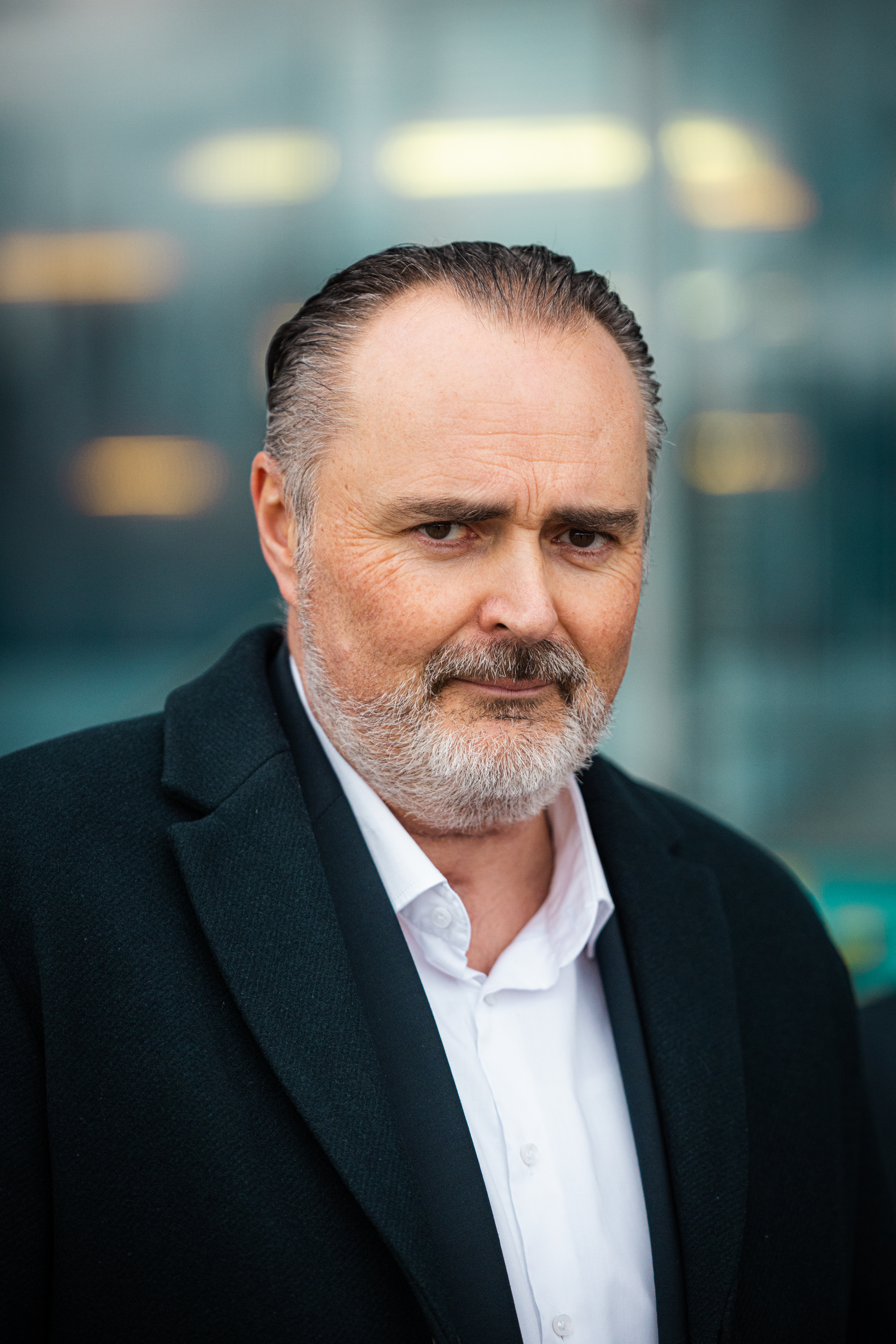
Hans Peter Doskozil (* 1970)

### Dosm
- Doʻsmatov, Hasanboy (* 1993), usbekischer Boxer
- Doʻsmetova, Liliya (* 1981), usbekische Speerwerferin
- Dosmuchambetow, Machambet (* 1960), kasachischer Geologe und Politiker
- Dosmuchambetow, Temirchan (1949–2021), kasachischer Politiker
- Dosmuchamedow, Chalel (1883–1939), kasachischer Arzt und Politiker

### Doso
- Dosoudil, Ilse (* 1941), österreichische Bibliothekarin
- Dosoudil, Radek (* 1983), tschechischer Fußballspieler

### Dosp
- Dospanowa, Chiuas (1922–2008), sowjetische Navigatorin und Pilotin im Zweiten Weltkrieg
- Dospel, Ernst (* 1976), österreichischer Fußballspieler
- Dospewski, Stanislaw (1823–1877), bulgarischer Maler
- Dospiel, Franz (1906–1995), deutscher Steinmetz
- Dospil, Tarkan, US-amerikanischer Schauspieler und Filmproduzent
- Dospiva, Marek (* 1969), tschechischer Unternehmer und Milliardär

### Dosq
- Dosqalijew, Schaqsylyq (* 1955), kasachischer Arzt und Politiker

### Doss
- Doß, Adolf von (1825–1886), deutscher Adeliger, Jesuit, Autor und Komponist
- Doss, Desmond (1919–2006), US-amerikanischer Soldat, Träger der Medal of HonorDesmond Doss (1919–2006)

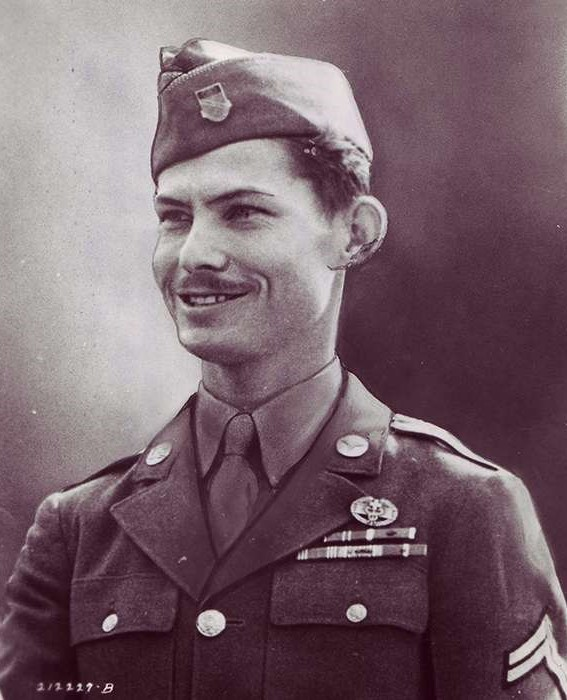
Desmond Doss (1919–2006)

- Doss, Frederic (* 1977), US-amerikanischer Schauspieler, Synchronsprecher, Filmproduzent und Drehbuchautor
- Doss, Hansjürgen (* 1936), deutscher Architekt und Politiker (CDU), MdL, MdB
- Doss, Manfred (1935–2022), deutscher Mediziner und Forscher
- Doss, Thomas (* 1966), österreichischer Komponist und Dirigent
- Dossajew, Farid (* 1933), russischer Schwimmer
- Dossajew, Jerbolat (* 1970), kasachischer Politiker
- DosSantos, A. B. C., vincentischer Politiker
- Dossavi, Paul Jean-Marie (1934–2005), beninischer römisch-katholischer Geistlicher und Bischof von Aného in Togo
- Dossche, Guy (1925–2016), belgischer Jazzmusiker (Saxophone, Klarinetten)
- Dosse, François (* 1950), französischer Historiker und Philosoph
- Dosse, Ludwig (1834–1895), deutscher Opernsänger (Bariton)
- Dosseh (* 1985), französischer Rapper
- Dosseh-Anyron, Robert-Casimir (1925–2014), togolesischer Geistlicher, römisch-katholischer Bischof
- Dössekel, Eduard (1810–1890), Schweizer Jurist und Dichter
- Dössekel, Johann (1789–1853), Schweizer Politiker und Richter
- Dössel, Olaf (* 1954), deutscher Hochschullehrer und Institutsleiter
- Dossen, Gabriel (* 1999), irischer Boxer und Europameister
- Dossen, James Jenkins (1866–1924), liberianischer Politiker
- Dossena, Alceo (1878–1937), italienischer Bildhauer
- Dossena, Andrea (* 1981), italienischer Fußballspieler
- Dossena, Giuseppe (* 1958), italienischer Fußballspieler und Fußballtrainer
- Dossena, Luigi (1925–2007), italienischer Geistlicher, römisch-katholischer Bischof und Diplomat
- Dossena, Sara (* 1984), italienische Triathletin und Langstreckenläuferin
- Dossenbach, Hans Dionys (1936–2022), Schweizer Schriftsteller und Tierfotograf
- Dossenberger, Johann Adam (1716–1759), schwäbischer Baumeister
- Dossenberger, Joseph (1721–1785), schwäbischer Baumeister, Vertreter des Rokoko und des Frühklassizismus
- Dossengar, Djimalde (* 1984), tschadischer Fußballspieler
- Dossenko, Mykola (1921–2006), sowjetischer bzw. ukrainischer Schauspieler
- Dossenko, Walerij (* 1965), sowjetischer Ruderer
- Dossevi, Damiel (* 1983), französischer Stabhochspringer
- Dossevi, Mathieu (* 1988), französisch-togoischer Fußballspieler
- Dossevi, Othniel (* 1947), togoischer Fußballspieler
- Dossevi, Pierre-Antoine (* 1952), togoischer Fußballspieler
- Dossevi, Thomas (* 1979), togoischer Fußballspieler
- Dossey, Ibrahim (1972–2008), ghanaischer Fußballtorhüter
- Dossi, Battista († 1548), italienischer Maler der Ferraneser Schule
- Dossi, Carlo (1849–1910), italienischer Schriftsteller und Diplomat
- Dossi, Dosso, italienischer MalerDosso Dossi

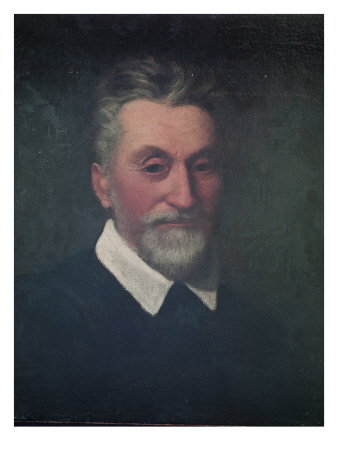
Dosso Dossi

- Dossi, Gabriele (1947–2021), deutsche Schauspielerin
- Dossi, Sandro (* 1944), italienischer Comiczeichner
- Dossi, Ugo (* 1943), deutscher Künstler
- Dossin, François (1927–1998), belgischer Astronom und Asteroidenentdecker
- Dossin, Kurt (1913–2004), deutscher Handballspieler
- Døssing, Finn (1941–2022), dänischer Fußballspieler
- Dossing, Gottfried (1906–1997), deutscher römisch-katholischer Prälat und Hauptgeschäftsführer von Misereor
- Dossios, Aristides (1844–1881), griechischer Wirtschaftswissenschaftler
- Dossios, Leander (1846–1883), griechischer Chemiker
- Dossmann, Alwin (1894–1978), deutscher Architekt, Schriftsteller und Maler
- Dossmann, Ernst (1926–2022), deutscher Architekt, Heimatforscher und Heimatpfleger, Schriftsteller und Maler in Iserlohn
- Dossmann, Martin (* 1954), deutscher Architekt und Jurist auf dem Gebiet des Bauwesens, Studentenhistoriker
- Doßmann, Ulrich (1911–1996), deutscher Verwaltungsjurist und Ministerialbeamter
- Dosso, Mickael (* 2005), ivorischer Fußballspieler
- Dosso, Salimata (* 1986), ivorische Fußballspielerin
- Dosso, Zaynab (* 1999), italienische Sprinterin ivorischer Herkunft
- Dosson, Aloys (1783–1853), Schweizer römisch-katholischer Geistlicher und Abt
- Dossor, Lance (1916–2005), australischer Pianist
- Dossou, Jodel (* 1992), beninischer Fußballspieler
- Dossou-Gbété, Expédit (* 1959), beninischer Fußballspieler
- Dossou-Yovo, Mathis (* 2000), französischer Basketballspieler
- Dossow, Friedrich Wilhelm von (1669–1758), preußischer Generalfeldmarschall, Gouverneur von Wesel

### Dost
- Dost Mohammed (1793–1863), Herrscher von Afghanistan
- Dost, Alfred (1859–1929), deutscher Mundartdichter des Erzgebirges
- Dost, Alfred (1922–1985), deutscher Wirtschaftswissenschaftler und Hochschullehrer
- Dost, Andrew (* 1983), US-amerikanischer Musiker
- Dost, Bas (* 1989), niederländischer FußballspielerBas Dost (* 1989)

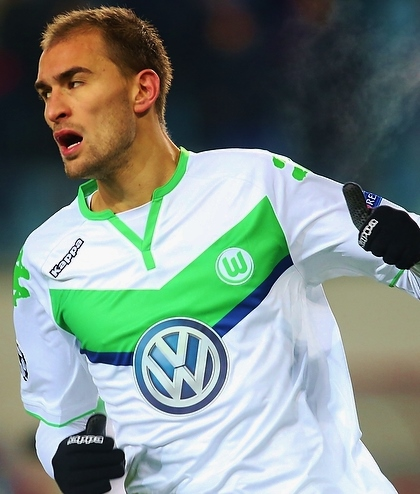
Bas Dost (* 1989)

- Dost, Bernd (1939–2015), deutscher Journalist und Autor
- Dost, Bruno (1849–1916), deutscher Mundartdichter des Erzgebirges
- Dost, Dieter (1936–2006), deutscher Schauspieler
- Dost, Ewald (1897–1945), deutscher Politiker (NSDAP), MdR und Oberbürgermeister der Stadt Zwickau
- Dost, Friedrich Hartmut (1910–1985), deutscher Kinderarzt und Begründer der Pharmakokinetik
- Dost, Friedrich Wilhelm (1816–1853), deutscher Daguerreotypist
- Dost, Hans-Jörg (* 1941), deutscher Schriftsteller
- Dost, Heinz (1927–1976), deutscher Biologe und Illustrator
- Dost, Hellmuth (1914–1971), deutscher Naturschützer und Verfasser von vogelkundlichen Schriften
- Dost, Jan (* 1965), kurdischer Journalist und Schriftsteller
- Dost, Johanna (* 1987), deutsche Film- und Theaterschauspielerin und Synchronsprecherin
- Dost, Roswitha (1945–2022), deutsche Schauspielerin und Synchronsprecherin
- Dost, Rudi, deutscher Radrennfahrer
- Dost, Walter (1874–1947), deutscher Pädagoge und Komponist
- Dost, Werner (1948–2004), deutscher Fußballspieler
- Dost, Wolfgang (* 1940), deutscher Germanist, Heimatforscher und Kommunalpolitiker
- Dostai ben Jannai, jüdischer Gelehrter
- Dostal, Albin (1896–1971), österreichischer Politiker (SPÖ), Landtagsabgeordneter im Burgenland
- Dostal, Christian (* 1967), deutscher Kirchenmusiker
- Dostal, Christoph (* 1972), österreichischer Theater- und Fernsehschauspieler
- Dostal, Ernst (1921–2017), deutscher Bildhauer
- Dostal, Ernst († 1973), österreichischer Mörder
- Dostal, Frank (1945–2017), deutscher Musiker, Sänger, Texter und Produzent
- Dostal, Franz Eugen (1935–2024), österreichischer Komponist, Dirigent, Dramaturg und Regisseur
- Dostal, Helga (* 1941), österreichische Theaterwissenschaftlerin
- Dostal, Hermann (1874–1930), österreichischer Komponist und Arrangeur
- Dostal, Hubert (1880–1946), österreichischer Abgeordneter zum Nationalrat
- Dostál, Jan (* 1988), tschechischer Bahn- und Straßenradrennfahrer
- Dostál, Josef (* 1993), tschechischer Kanute
- Dostál, Lukáš (* 2000), tschechischer Eishockeytorwart
- Dostal, Nico (1895–1981), österreichischer Operetten- und Filmmusikkomponist
- Dostál, Ondřej (* 1979), tschechischer Rechtsanwalt, Hochschullehrer und Politiker
- Dostál, Pavel (1943–2005), tschechischer Politiker und Kulturminister
- Dostál, Roman (* 1970), tschechischer Biathlet
- Dostal, Viktor (1924–2016), österreichischer Virologe
- Dostál, Vladimír (1930–1975), tschechoslowakischer Literaturhistoriker, Literaturkritiker und Übersetzer
- Dostal, Walter (1928–2011), österreichischer Ethnologe
- Dostálek, Richard (* 1974), tschechischer Fußballspieler
- Dostalová, Hana (* 1975), tschechische Biathletin
- Dostálová, Růžena (1924–2014), tschechische beziehungsweise Tschechoslowakische Gräzistin und Byzantinistin
- Dostanić, Ratko (* 1959), serbischer Fußballspieler und -trainer
- Doster, Lothar (* 1950), deutscher Leichtathlet
- Doster, Merav (* 1976), israelische Drehbuchautorin
- Dostert, Paul (* 1951), luxemburgischer Neuzeithistoriker
- Dosti, Edmond (* 1969), albanischer Fußballspieler
- Dostijew, Scheralij (* 1985), tadschikischer Boxer
- Dostler, Anton (1891–1945), deutscher General der Infanterie im Zweiten Weltkrieg
- Dostler, Eduard von (1892–1917), bayerischer Oberleutnant, Jagdflieger im Ersten Weltkrieg
- Dostler, Mina (1910–1994), deutsche Landwirtin und Mitglied des Bayerischen Senats
- Dostmann, Marie-Luise, deutsche Eiskunstläuferin
- Dostoinow, Alexei Iljitsch (* 1989), russisch-schweizerischer Eishockeyspieler
- Dostojewskaja, Anna G. (1846–1918), Ehefrau von Fjodor Michailowitsch Dostojewski
- Dostojewskaja, Ljubow Fjodorowna (1869–1926), Autorin und Tochter von Fjodor Michailowitsch Dostojewski
- Dostojewskaja, Marija Dmitrijewna (1824–1864), Ehefrau von Fjodor Michailowitsch Dostojewski
- Dostojewski, Andrei Michailowitsch (1825–1897), russischer Architekt und Bruder von Fjodor Michailowitsch Dostojewski
- Dostojewski, Fjodor Michailowitsch (1821–1881), russischer SchriftstellerFjodor Michailowitsch Dostojewski (1821–1881)

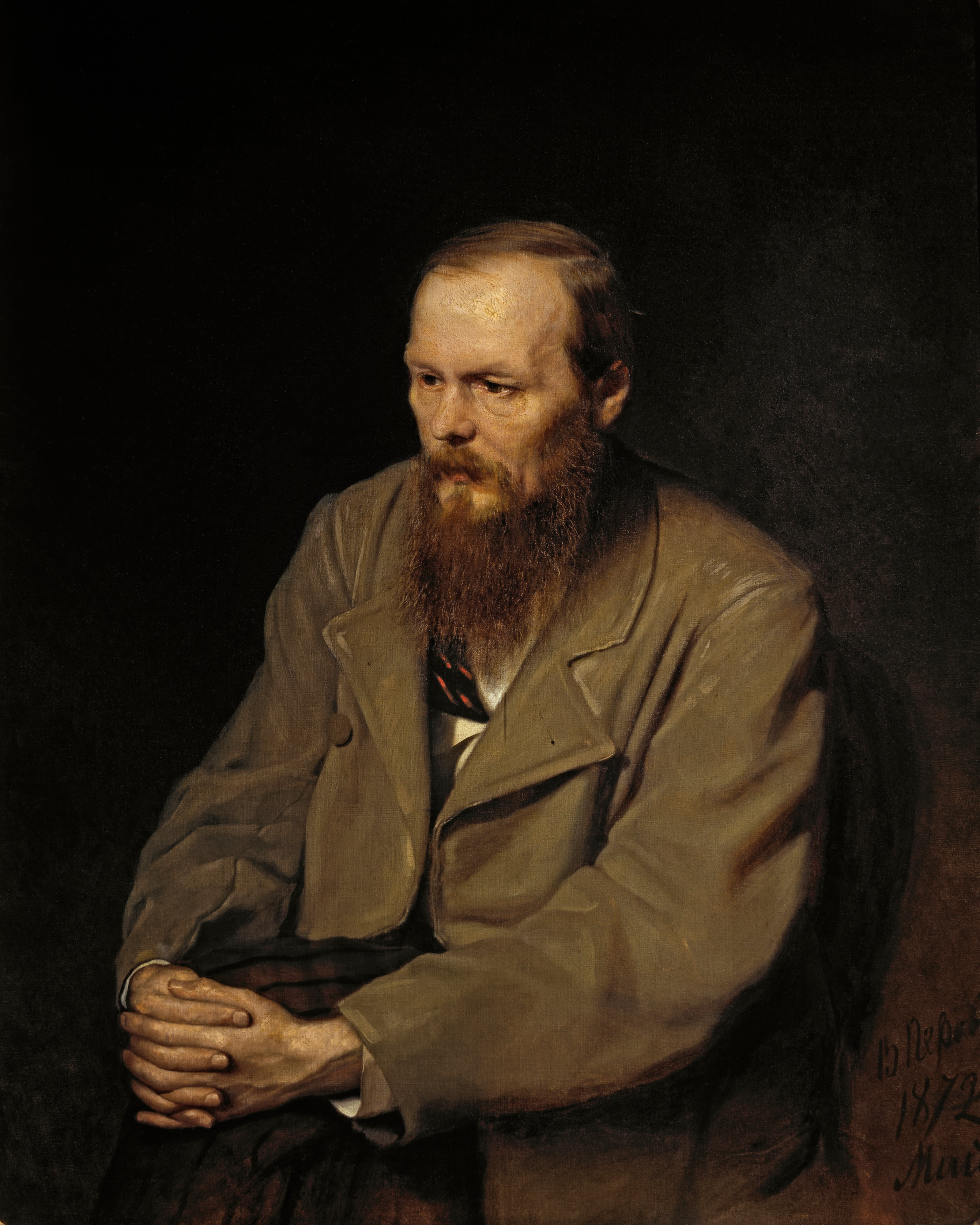
Fjodor Michailowitsch Dostojewski (1821–1881)

- Dostojewski, Michail Michailowitsch (1820–1864), russischer Publizist
- Doʻstov, Farrux (* 1986), usbekischer Tennisspieler
- Dostrovsky, Israel (1918–2010), israelischer Chemiker
- Dostthaler, Sepp (* 1965), deutscher Bobfahrer
- Dostum, Abdul Raschid (* 1954), afghanischer Milizenführer und Vizepräsident Afghanistans

### Dosu
- Dosu, Joseph (* 1973), nigerianischer Fußballspieler und Trainer

### Dosw
- Doswald, Adolf (1894–1961), Schweizer Politiker (LdU)
- Doswald, Christoph (* 1961), Schweizer Publizist, Kurator und Hochschuldozent
- Doswell, Kittie (1939–2011), amerikanische Soul- und Jazzsängerin